# Seleção Colombiana de Futebol
A Seleção Nacional de Futebol da Colômbia é a equipe representante desse país para eventos futebolísticos. É liderada pela Federação Colombiana de Futebol, afiliada da Confederação Sul Americana de Futebol (Conmebol) e da Federação Internacional de Futebol Associado (FIFA), por isso a seleção participa das competições que estas entidades organizam.
Sua maior conquista internacional é a Copa América obtida em 2001, sendo a Colômbia o local sede do evento. Também alcançou um vice-campeonato em 1975 e 2024 e chegou às semifinais em 1987, 1991, 1993, 1995, 2004, 2016 e 2021.
A seleção de base conquistou o Campeonato Sul-Americano Sub-20 de 1987, 2005 e 2013 e o Campeonato Sul-Americano Sub-17 de 1993. Também ficou em terceiro lugar na Copa do Mundo Sub-20 de 2003 realizada nos Emirados Árabes Unidos e um quarto lugar no Mundial Sub-17 de 2003 e 2009.
A seleção participou de seis Copas do Mundo: (1962, 1990, 1994, 1998, 2014 e 2018). No Brasil, em 2014, chegou seu melhor desempenho, terminando na quinta posição dentre as 32 equipes participantes e, além disso, teve o meio-campista James Rodríguez conquistando a artilharia da competição com seis gols e também o prêmio de gol mais bonito da competição contra a seleção Uruguaia e fazendo parte da seleção da Copa.
Em 2003, participou da Copa das Confederações representando a CONMEBOL como campeã da América do Sul; na sexta edição realizada na França, a Colômbia chegou ao quarto lugar.
Competiu cinco vezes nos Jogos Olímpicos, pela primeira vez em 1968, na Cidade do México.
Foi convidada em três ocasiões para a Copa Ouro da CONCACAF, torneio oficial da confederação do Norte, América Central e Caribe, vice-campeã em sua primeira participação, em 2000.
Entre os jogadores de maior destaque são mencionados o meio Carlos Valderrama (considerado um dos melhores jogadores da história da Colômbia e ocupa o 39.º lugar no ranking do melhor jogador sul-americano do século XX, publicado pela IFFHS em 2004), Freddy Rincón, meia de sucesso no futebol brasileiro e que a exemplo de Valderrama disputou 3 Copas do Mundo pela seleção, Victor Hugo Aristizabal (atacante, destaque do único título oficial da equipe adulta nacional, a Copa América de 2001), o meio Marco Coll (autor do único gol olímpico marcado em uma Copa do Mundo), o goleiro Rene Higuita (eleito pela IFFHS, em 2004, o oitavo melhor goleiro sul-americano do século XX, e lembrado pela defesa do Escorpião), o atacante Faustino Asprilla (ficou em sexto lugar na eleição do Melhor jogador do mundo pela FIFA em 1993), Radamel Falcão (eleito o quinto melhor jogador do mundo em 2012, de acordo com a eleição da FIFA Ballon d'Or), James Rodríguez (vencedor da Chuteira de Ouro no Copa do Mundo de 2014 no Brasil) e o goleiro Faryd Mondragón (que deteve o recorde de jogador mais velho a disputar uma Copa do Mundo).
Por várias ocasiões a seleção está entre os dez melhores times do mundo no Ranking Mundial da FIFA. Sua melhor posição foi alcançada durante os meses de julho e agosto de 2013, da mesma forma, de setembro de 2014 a abril de 2015, quando ficou na terceira posição.

## Formação da Colômbia no futebol
Em 1926, o primeiro encontro internacional da Colômbia é realizado em Barranquilla. A partida entre um time da Costa Rica e um time colombiano termina com os locais vencendo quatro gols por um.
O título mais importante do futebol colombiano é a Copa América de 2001, jogada em seu próprio país. Obteve também um vice-campeonato em 1975, três terceiros lugares em 1987, 1993, 1995 e um quarto lugar em 2004.
Nos Jogos Bolivarianos obteve cinco medalhas de ouro e seis de prata.

## Títulos e campanhas em destaque

### Títulos
| CONTINENTAIS | CONTINENTAIS | CONTINENTAIS | CONTINENTAIS | CONTINENTAIS |
|              | Competição   | Vezes        | Ano          |              |
| ------------ | ------------ | ------------ | ------------ | ------------ |
|              | Copa América | 1            | 2001         |              |

### Cronologia dos títulos
| Sede     | Torneio      | Ano  | N.º |
| -------- | ------------ | ---- | --- |
| Colômbia | Copa América | 2001 | 1º  |

### Campanhas
| Seleção Principal                   | Seleção Principal                 | Seleção Principal                       | Seleção Principal                 | Seleção Principal           |
| Torneio                             | Campeão                           | Vice-campeão                            | Terceiro                          | Quarto                      |
| ----------------------------------- | --------------------------------- | --------------------------------------- | --------------------------------- | --------------------------- |
| Copa América                        | 1 (2001)                          | 2 (1975 e 2024)                         | 5 (1987, 1993, 1995, 2016 e 2021) | 2 (1991 e 2004)             |
| Copa das Confederações              |                                   |                                         |                                   | 1 (2003)                    |
| Copa Ouro da CONCACAF               |                                   | 1 (2000)                                |                                   | 1 (2005)                    |
| Seleção de Base                     |                                   |                                         |                                   |                             |
| Torneio                             | Campeão                           | Vice-campeão                            | Terceiro                          | Quarto                      |
| Campeonato Mundial Sub-20           |                                   |                                         | 1 (2003)                          |                             |
| Campeonato Mundial Sub-17           |                                   |                                         |                                   | 2 (2003 e 2009)             |
| Campeonato Sul-Americano Sub-20     | 3 (1987, 2005 e 2013)             | 2 (1988 e 2015)                         | 5 (1964, 1985, 1992, 2023 e 2025) | 2 (2003 e 2019)             |
| Campeonato Sul-Americano Sub-17     | 1 (1993)                          | 2 (2007 e 2025)                         | 2 (1988 e 2003)                   | 3 (2005, 2009 e 2017)       |
| Campeonato Sul-Americano Sub-15     |                                   | 3 (2004, 2011 e 2013)                   |                                   | 1 (2019)                    |
| Pré-Olímpico Sul-Americano Sub-23   |                                   | 4 (1968, 1971, 1980 e 1992)             |                                   | 4 (1964, 1976, 1987 e 2020) |
| Seleção Olímpica                    |                                   |                                         |                                   |                             |
| Torneio                             | Ouro                              | Prata                                   | Bronze                            |                             |
| Jogos Pan-Americanos                |                                   | 1 (1971)                                | 1 (1995)                          |                             |
| Jogos Sul-Americanos (Futebol)      | 3 (1994, 2010 e 2014)             | 1 (1986)                                | 3 (1990, 2018 e 2022)             |                             |
| Jogos Centro-Americanos e do Caribe | 3 (1946, 2006 e 2018)             |                                         | 3 (1938, 1954 e 1970)             |                             |
| Jogos Bolivarianos                  | 5 (1951, 1997, 2005, 2013 e 2017) | 6 (1961, 1973, 1981, 1985, 1993 e 2001) | 1 (2022)                          |                             |

### Material esportivo
| Fornecedor | Período       |
| ---------- | ------------- |
| Adidas     | 1980–1987     |
| Puma       | 1987          |
| Reebok     | 1988–1990     |
| Kelme      | 1991          |
| Torino     | 1992          |
| Umbro      | 1992–1998     |
| Reebok     | 1998–2002     |
| Lotto      | 2002–2010     |
| Adidas     | 2011–presente |

## Desempenho nas Copas do Mundo
| Desempenho na Copa do Mundo | Desempenho na Copa do Mundo | Desempenho na Copa do Mundo | Desempenho na Copa do Mundo | Desempenho na Copa do Mundo | Desempenho na Copa do Mundo | Desempenho na Copa do Mundo | Desempenho na Copa do Mundo |                     |
| Ano                         | Fase                        | J                           | V                           | E                           | D                           | GP                          | GC                          |                     |
| --------------------------- | --------------------------- | --------------------------- | --------------------------- | --------------------------- | --------------------------- | --------------------------- | --------------------------- | ------------------- |
| 1930                        | Não era membro FIFA         | Não era membro FIFA         | Não era membro FIFA         | Não era membro FIFA         | Não era membro FIFA         | Não era membro FIFA         | Não era membro FIFA         | Não era membro FIFA |
| 1934                        | Não era membro FIFA         | Não era membro FIFA         | Não era membro FIFA         | Não era membro FIFA         | Não era membro FIFA         | Não era membro FIFA         | Não era membro FIFA         | Não era membro FIFA |
| 1938                        | Retirou-se                  | Retirou-se                  | Retirou-se                  | Retirou-se                  | Retirou-se                  | Retirou-se                  | Retirou-se                  | Retirou-se          |
| 1950                        | Não participou              | Não participou              | Não participou              | Não participou              | Não participou              | Não participou              | Não participou              | Não participou      |
| 1954                        | Não participou              | Não participou              | Não participou              | Não participou              | Não participou              | Não participou              | Não participou              | Não participou      |
| 1958                        | Não se classificou          | Não se classificou          | Não se classificou          | Não se classificou          | Não se classificou          | Não se classificou          | Não se classificou          | Não se classificou  |
| 1962                        | Fase de grupos              | 3                           | 0                           | 1                           | 2                           | 5                           | 11                          |                     |
| 1966                        | Não se classificou          | Não se classificou          | Não se classificou          | Não se classificou          | Não se classificou          | Não se classificou          | Não se classificou          | Não se classificou  |
| 1970                        | Não se classificou          | Não se classificou          | Não se classificou          | Não se classificou          | Não se classificou          | Não se classificou          | Não se classificou          | Não se classificou  |
| 1974                        | Não se classificou          | Não se classificou          | Não se classificou          | Não se classificou          | Não se classificou          | Não se classificou          | Não se classificou          | Não se classificou  |
| 1978                        | Não se classificou          | Não se classificou          | Não se classificou          | Não se classificou          | Não se classificou          | Não se classificou          | Não se classificou          | Não se classificou  |
| 1982                        | Não se classificou          | Não se classificou          | Não se classificou          | Não se classificou          | Não se classificou          | Não se classificou          | Não se classificou          | Não se classificou  |
| 1986                        | Não se classificou          | Não se classificou          | Não se classificou          | Não se classificou          | Não se classificou          | Não se classificou          | Não se classificou          | Não se classificou  |
| 1990                        | Oitavas de final            | 4                           | 1                           | 1                           | 2                           | 4                           | 4                           |                     |
| 1994                        | Fase de grupos              | 3                           | 1                           | 0                           | 2                           | 4                           | 5                           |                     |
| 1998                        | Fase de grupos              | 3                           | 1                           | 0                           | 2                           | 1                           | 3                           |                     |
| 2002                        | Não se classificou          | Não se classificou          | Não se classificou          | Não se classificou          | Não se classificou          | Não se classificou          | Não se classificou          | Não se classificou  |
| 2006                        | Não se classificou          | Não se classificou          | Não se classificou          | Não se classificou          | Não se classificou          | Não se classificou          | Não se classificou          | Não se classificou  |
| 2010                        | Não se classificou          | Não se classificou          | Não se classificou          | Não se classificou          | Não se classificou          | Não se classificou          | Não se classificou          | Não se classificou  |
| 2014                        | Quartas de final            | 5                           | 4                           | 0                           | 1                           | 12                          | 4                           |                     |
| 2018                        | Oitavas de final            | 4                           | 2                           | 1                           | 1                           | 6                           | 3                           |                     |
| 2022                        | Não se classificou          | Não se classificou          | Não se classificou          | Não se classificou          | Não se classificou          | Não se classificou          | Não se classificou          | Não se classificou  |
| 2026                        | A definir                   | A definir                   | A definir                   | A definir                   | A definir                   | A definir                   | A definir                   | A definir           |
| 2030                        | A definir                   | A definir                   | A definir                   | A definir                   | A definir                   | A definir                   | A definir                   | A definir           |
| 2034                        | A definir                   | A definir                   | A definir                   | A definir                   | A definir                   | A definir                   | A definir                   | A definir           |
| Total                       | 5/22                        | 22                          | 9                           | 3                           | 10                          | 32                          | 30                          |                     |

### Jogos da seleção colombiana em Copas do Mundo
|     | Data                | Local                     | Resultado   | Adversário             |
| --- | ------------------- | ------------------------- | ----------- | ---------------------- |
| 1.  | 30 de maio de 1962  | Arica, Chile              | 1 - 2       | Uruguai                |
| 2.  | 3 de junho de 1962  | Arica, Chile              | 4 - 4       | União Soviética        |
| 3.  | 7 de junho de 1962  | Arica, Chile              | 0 - 5       | Iugoslávia             |
| 4.  | 9 de junho de 1990  | Bolonha, Itália           | 2 - 0       | Emirados Árabes Unidos |
| 5.  | 14 de junho de 1990 | Bolonha, Itália           | 0 - 1       | Iugoslávia             |
| 6.  | 19 de junho de 1990 | Milão, Itália             | 1 - 1       | Alemanha               |
| 7.  | 23 de junho de 1990 | Nápoles, Itália           | 1 - 2       | Camarões               |
| 8.  | 18 de junho de 1994 | Pasadena, Estados Unidos  | 1 - 3       | Romênia                |
| 9.  | 22 de junho de 1994 | Pasadena, Estados Unidos  | 1 - 2       | Estados Unidos         |
| 10. | 26 de junho de 1994 | Palo Alto, Estados Unidos | 2 - 0       | Suíça                  |
| 11. | 15 de junho de 1998 | Lyon, França              | 0 - 1       | Romênia                |
| 12. | 22 de junho de 1998 | Montpellier, França       | 1 - 0       | Tunísia                |
| 13. | 26 de junho de 1998 | Lens, França              | 0 - 2       | Inglaterra             |
| 14. | 14 de junho de 2014 | Belo Horizonte, Brasil    | 3 - 0       | Grécia                 |
| 15. | 19 de junho de 2014 | Brasília, Brasil          | 2 - 1       | Costa do Marfim        |
| 16. | 24 de junho de 2014 | Cuiabá, Brasil            | 4 - 1       | Japão                  |
| 17. | 28 de junho de 2014 | Rio de Janeiro, Brasil    | 2 - 0       | Uruguai                |
| 18. | 4 de julho de 2014  | Fortaleza, Brasil         | 1 - 2       | Brasil                 |
| 19. | 19 de junho de 2018 | Saransk, Rússia           | 1 - 2       | Japão                  |
| 20. | 24 de junho de 2018 | Cazã, Rússia              | 3 - 0       | Polónia                |
| 21. | 28 de junho de 2018 | Samara, Rússia            | 1 - 0       | Senegal                |
| 22. | 3 de julho de 2018  | Moscou, Rússia            | 1(3) - (4)1 | Inglaterra             |

## Desempenho em Copa América
| 1916 | Não participou | 1941 | Não participou | 1979 | Primeira Fase    | 2019 | Quartas de final |
| 1917 | Não participou | 1942 | Não participou | 1983 | Primeira Fase    | 2021 | Terceiro Lugar   |
| 1919 | Não participou | 1945 | 5º lugar       | 1987 | Terceiro Lugar   | 2024 | Vice-Campeão     |
| 1920 | Não participou | 1946 | 7º lugar       | 1989 | Primeira Fase    |      |                  |
| 1921 | Não participou | 1947 | 8º lugar       | 1991 | 4º lugar         |      |                  |
| 1922 | Não participou | 1949 | 8º lugar       | 1993 | Terceiro Lugar   |      |                  |
| 1923 | Não participou | 1953 | Não participou | 1995 | Terceiro Lugar   |      |                  |
| 1924 | Não participou | 1955 | Não participou | 1997 | Quartas de final |      |                  |
| 1925 | Não participou | 1956 | Não participou | 1999 | Quartas de final |      |                  |
| 1926 | Não participou | 1957 | 5º lugar       | 2001 | Campeão          |      |                  |
| 1927 | Não participou | 1959 | Não participou | 2004 | 4º lugar         |      |                  |
| 1929 | Não participou | 1959 | Não participou | 2007 | Primeira Fase    |      |                  |
| 1935 | Não participou | 1963 | 7º lugar       | 2011 | Quartas de final |      |                  |
| 1937 | Não participou | 1967 | Primeira Fase  | 2015 | Quartas de final |      |                  |
| 1939 | Não participou | 1975 | Vice-Campeão   | 2016 | Terceiro Lugar   |      |                  |

## Desempenho em Copa das Confederações
| Desempenho na Copa das Confederações | Desempenho na Copa das Confederações | Desempenho na Copa das Confederações | Desempenho na Copa das Confederações | Desempenho na Copa das Confederações | Desempenho na Copa das Confederações | Desempenho na Copa das Confederações | Desempenho na Copa das Confederações |                |
| Ano                                  | Fase                                 | J                                    | V                                    | E[i]                                 | D                                    | GP                                   | GC                                   |                |
| ------------------------------------ | ------------------------------------ | ------------------------------------ | ------------------------------------ | ------------------------------------ | ------------------------------------ | ------------------------------------ | ------------------------------------ | -------------- |
| 1992                                 | Não participou                       | Não participou                       | Não participou                       | Não participou                       | Não participou                       | Não participou                       | Não participou                       | Não participou |
| 1995                                 | Não participou                       | Não participou                       | Não participou                       | Não participou                       | Não participou                       | Não participou                       | Não participou                       | Não participou |
| 1997                                 | Não participou                       | Não participou                       | Não participou                       | Não participou                       | Não participou                       | Não participou                       | Não participou                       | Não participou |
| 1999                                 | Não participou                       | Não participou                       | Não participou                       | Não participou                       | Não participou                       | Não participou                       | Não participou                       | Não participou |
| 2001                                 | Não participou                       | Não participou                       | Não participou                       | Não participou                       | Não participou                       | Não participou                       | Não participou                       | Não participou |
| 2003                                 | Semifinal                            | 4                                    | 2                                    | 0                                    | 2                                    | 4                                    | 3                                    |                |
| 2005                                 | Não participou                       | Não participou                       | Não participou                       | Não participou                       | Não participou                       | Não participou                       | Não participou                       | Não participou |
| 2009                                 | Não participou                       | Não participou                       | Não participou                       | Não participou                       | Não participou                       | Não participou                       | Não participou                       | Não participou |
| 2013                                 | Não participou                       | Não participou                       | Não participou                       | Não participou                       | Não participou                       | Não participou                       | Não participou                       | Não participou |
| 2017                                 | Não participou                       | Não participou                       | Não participou                       | Não participou                       | Não participou                       | Não participou                       | Não participou                       | Não participou |
| Total                                | 1/10                                 | 04                                   | 02                                   | 00                                   | 02                                   | 04                                   | 03                                   |                |

## Treinadores ao longo do tempo[carecede fontes?]
| Treinador               | De                      | Até                     |
| ----------------------- | ----------------------- | ----------------------- |
| Alfonso Novoa           | 10 de fevereiro de 1938 | 23 de fevereiro de 1938 |
| Fernando Paternoster    | 8 de agosto de 1938     | 21 de agosto de 1938    |
| Roberto Meléndez        | 21 de janeiro de 1945   | 21 de fevereiro de 1945 |
| José Arana Cruz         | 9 de dezembro de 1946   | 20 de dezembro de 1946  |
| Lino Taioli             | 2 de dezembro de 1947   | 29 de dezembro de 1947  |
| Pedro López             | 16 de março de 1957     | 1 de abril de 1957      |
| Rodolfo Orlandini       | 16 de junho de 1957     | 7 de julho de 1957      |
| Adolfo Pedernera        | 5 de fevereiro de 1961  | 7 de junho de 1962      |
| Gabriel Ochoa Uribe     | 10 de março de 1963     | 31 de março de 1963     |
| Efraín Sánchez          | 1 de setembro de 1963   | 4 de setembro de 1963   |
| Antonio Julio de la Hoz | 20 de junho de 1965     | 7 de agosto de 1965     |
| Cesar López Fretes      | 30 de novembro de 1966  | 11 de dezembro de 1966  |
| Francisco Zuluaga       | 16 de outubro de 1968   | 24 de agosto de 1969    |
| Cesar López Fretes      | 20 de maio de 1970      | 20 de maio de 1970      |
| Toza Veselinović        | 29 de março de 1972     | 5 de julho de 1973      |
| Efraín Sánchez          | 20 de julho de 1975     | 28 de outubro de 1975   |
| Blagoje Vidinić         | 15 de outubro de 1976   | 5 de setembro de 1979   |
| Carlos Bilardo          | 5 de janeiro de 1980    | 13 de setembro de 1981  |
| Efraín Sánchez          | 14 de fevereiro de 1983 | 11 de outubro de 1984   |
| Gabriel Ochoa Uribe     | 1 de fevereiro de 1985  | 3 de novembro de 1985   |
| Francisco Maturana      | 11 de junho de 1987     | 23 de junho de 1990     |
| Luis Augusto García     | 29 de janeiro de 1991   | 21 de julho de 1991     |
| Humberto Ortíz          | 8 de julho de 1992      | 2 de agosto de 1992     |
| Francisco Maturana      | 24 de fevereiro de 1993 | 26 de junho de 1994     |
| Hernán Darío Gómez      | 31 de janeiro de 1995   | 26 de junho de 1998     |
| Javier Álvarez          | 9 de fevereiro de 1999  | 19 de novembro de 1999  |
| Luis Augusto García     | 12 de fevereiro de 2000 | 24 de abril de 2001     |
| Francisco Maturana      | 3 de junho de 2001      | 14 de novembro de 2001  |
| Reinaldo Rueda          | 7 de maio de 2002       | 12 de maio de 2002      |
| Francisco Maturana      | 20 de novembro de 2002  | 19 de novembro de 2003  |
| Reinaldo Rueda          | 18 de fevereiro de 2004 | 30 de setembro de 2006  |
| Jorge Luis Pinto        | 12 de dezembro de 2006  | 16 de setembro de 2008  |
| Eduardo Lara            | 16 de setembro de 2008  | 15 de outubro de 2009   |
| Hernán Darío Gómez      | 22 de agosto de 2010    | 25 de agosto de 2011    |
| Leonel Álvarez          | 25 de agosto de 2011    | 13 de dezembro de 2011  |
| José Pekerman           | 6 de janeiro de 2012    | 1 de setembro de 2018   |
| Arturo Reyes (interino) | 1 de setembro de 2018   | 31 de outubro de 2018   |
| Carlos Queiroz          | 7 de fevereiro de 2019  | 2 de dezembro de 2020   |
| Reinaldo Rueda          | 14 de janeiro de 2021   | 18 de abril de 2022     |
| Néstor Lorenzo          | 2 de junho de 2022      |                         |

## Recordes individuais

### Com mais participações
- Última atualização: 23 de novembro de 2024.

| #  | Jogador           | Período   | Jogos |
| -- | ----------------- | --------- | ----- |
| 1  | David Ospina      | 2007–     | 129   |
| 2  | Juan Cuadrado     | 2010–     | 116   |
| 3  | James Rodríguez   | 2011–     | 112   |
| 4  | Carlos Valderrama | 1985–1998 | 111   |
| 5  | Radamel Falcao    | 2007–2023 | 105   |
| 6  | Mario Yepes       | 1999–2014 | 102   |
| 7  | Leonel Álvarez    | 1985–1997 | 101   |
| 8  | Carlos Sánchez    | 2007–2018 | 88    |
| 9  | Freddy Rincón     | 1990–2001 | 85    |
| 10 | Luis Carlos Perea | 1987–1994 | 78    |

### Com mais gols
- Última atualização: 23 de novembro de 2024.

| #  | Jogador            | Período   | Gols |
| -- | ------------------ | --------- | ---- |
| 1  | Radamel Falcao     | 2007–2023 | 36   |
| 2  | James Rodríguez    | 2011–     | 29   |
| 3  | Arnoldo Iguarán    | 1979–1993 | 20   |
| 4  | Faustino Asprilla  | 1993–2001 | 19   |
| 5  | Luis Díaz          | 2018–     | 18   |
| 6  | Carlos Bacca       | 2010–2018 | 16   |
| 6  | Freddy Rincón      | 1990–2001 | 16   |
| 7  | Teófilo Gutiérrez  | 2009–2017 | 15   |
| 8  | Adolfo Valencia    | 1992–1998 | 14   |
| 8  | Víctor Aristizábal | 1993–2004 | 14   |
| 9  | Iván Valenciano    | 1991–2000 | 12   |
| 9  | Antony de Ávila    | 1983–1998 | 12   |
| 10 | Juan Cuadrado      | 2010–     | 11   |